# Perrine Le Querrec
Œuvres principales
- Le Plancher
- Le prénom a été modifié
- La Patagonie
- L'Apparition

Perrine Le Querrec est une poétesse, romancière et nouvelliste française née à Paris en 1968. 

## Biographie
Perrine Le Querrec est née à Paris en 1968. Après un BTS d'édition à l'Asfored, une licence de lettres modernes et une maîtrise d'histoire de l'art à l'université Paris-I, elle s'établit comme recherchiste indépendante, travaillant notamment au fil des années pour France Télévisions, Canal Plus, les éditions du Seuil, la Cité de la Mer de Cherbourg, l'Espace des Mondes Polaires, ou encore la Cimade.
Ses rencontres avec de nombreux artistes dans le cadre de son métier de recherche et de documentation nourrissent sa propre création littéraire et pluridisciplinaire, comme le fait sa fréquentation assidue des archives de toute nature.
Elle publie son premier roman, Coups de ciseaux, en 2007, mais ce sont surtout son deuxième, Jeanne l'Étang, et son troisième, Le Plancher, tous deux publiés en 2013, qui rendent le mieux compte de son ancrage profond dans la recherche documentaire (archives d'hôpitaux psychiatriques en l'espèce), et lui donnent accès à une certaine notoriété.
En septembre 2016, elle est lauréate du prix du Premier recueil de la Fondation Antoine-et-Marie-Hélène-Labbé pour son recueil La Patagonie.
L'Apparition (2016) transfigure le miracle de Garabandal, qu'elle a découvert lors d'une exposition photographique en Espagne, pour en extraire une recherche poétique spécifique, tandis que Ruines (2017) se penche sur la vie d'Unica Zürn et que Bacon le cannibale (2018), à partir d'un travail sur les archives de la Fondation Francis Bacon, explore le lien de l'artiste britannique à la langue poétique.
La compagnie suisse Patte Blanche a adapté le texte Bec et Ongles au théâtre en 2012.

## Œuvres
- Tu ne liras point par-dessus l'épaule de ton voisin, nouvelle, Terre de Brume, 2003
- Fourmilière, nouvelle, Editinter, 2004
- Coups de ciseaux, roman, Les Carnets du Dessert de Lune, 2007
- Oui-Merci, nouvelles, Bordessoules, 2008
- Bec et Ongles, pamphlet poétique, Les Carnets du Dessert de Lune, 2011
- Le Chant des dunes, roman, La Manufacture de Livres, 2011 - co-écrit avec Lalie Walker
- No Control, poésie, Derrière la salle de bains, 2012
- Jeanne l'Étang, roman, Bruit blanc, 2013
- Le Plancher, roman, Les Doigts dans la prose, 2013 - Rééd. L'Éveilleur, 2018
- De la guerre, poésie, Derrière la salle de bains, 2013
- Silence je me noie, poésie, Derrière la salle de bains, 2013
- L'Initiale, poésie, Derrière la salle de bains, 2014
- Le prénom a été modifié, roman, Les Doigts dans la prose, 2014
- Casa Mollino, poésie, Derrière la salle de bains, 2014
- La Patagonie, recueil de poésie, Les Carnets du Dessert de Lune, 2015
- Pour en finir avec Ali, poésie, Derrière la salle de bains, 2015
- Têtes blondes, nouvelles, Lunatique, 2015
- Pieds nus dans R., pamphlet, avec Derek Munn, Les Carnets du Dessert de Lune, 2015
- Histoires anéanties, participation à cet ouvrage collectif, Vermifuge, 2017
- La Ritournelle, poésie, Derrière la salle de bains, 2015
- L'Apparition, roman, Lunatique, 2016[12]
- L'Excédent, poésie, Littérature mineure, 2016
- Ruines, poésie, Tinbad, 2017
- La Ritournelle, roman, Lunatique, 2017
- Les Tondues, roman, dessins de Jacques Cauda, Z4 Éditions, 2017
- Rouge Pute, poésie et témoignages, Christophe Chomant / La Factorie, 2018
- Bacon le cannibale, éditions Hippocampe, 2018
- La Construction, éditions art&fiction, 2018
- Rouge pute, La Contre-Allée, 2020
- Vers Valparaiso, Les Carnets du Dessert de Lune, 2020
- Les pistes, art&fiction, 2024, 128 p. (ISBN 978-2-88964-059-1)[13],[14]

## Adaptations
- Bec et Ongles, mise en scène par la compagnie Patte Blanche, Lausanne, 2012.